# Richard A. Fletcher
Richard Alexander Fletcher (28 mars 1944, à York - 28 février 2005, à Nunnington)  est un historien spécialisé dans la période médiévale.

## Jeunesse
Richard Fletcher est l'aîné et le fils unique d'Alexander Kendal Humphrey Fletcher, un banquier de Leeds, de son mariage avec Monica Elizabeth Hastings Medhurst/Fletcher. Sa maison d'enfance est à Wighill, près de Tadcaster. Il fréquente, en tant que chercheur, la Harrow School et le Worcester College, à Oxford où il a James Campbell comme professeur et obtient un diplôme de première classe avec distinction.

## Carrière professionnelle
En 1969, il est nommé chargé de cours à l'Université d'York où il reste pour sa carrière, devenant professeur d'histoire en 1998. Son premier livre, publié en 1978 et basé sur sa thèse de doctorat, s'intitule "L'épiscopat dans le royaume de León au XIIe siècle", qui ouvre la voie à une carrière universitaire dont une grande partie se concentre sur l'Espagne médiévale . Fletcher est l'un des talents les plus remarquables de l'érudition médiévale anglaise et espagnole .

## Vie privée
Richard Fletcher épouse Rachel Mary Agnes Toynbee, elle-même petite-fille à la fois d'un autre historien notable Arnold Toynbee et d'un premier ministre libéral britannique Herbert Henry Asquith, en 1976. Le couple a trois enfants.

## Publications
- The Quest for El Cid. 1989, 1991.
- Who's Who in Roman Britain and Anglo-Saxon England, 1989 (first volume of Who's Who in British History)
- Moorish Spain. 1992.
- The Conversion of Europe: From Paganism to Christianity 371-1386AD London 1997  (ISBN 0002552035), as The Barbarian Conversion: From Paganism to Christianity Los Angeles: University of California Press, 1999.
- Bloodfeud: Murder and Revenge in Anglo-Saxon England, Penguin, 2002 (ISBN 0-14-028692-6)
- Christian-Muslim Understanding in the Later Middle Ages. 2003.
- The Cross and The Crescent: The Dramatic Story of the Earliest Encounters Between Christians and Muslims. 2005.